# 新民厅
新民厅，清朝时设置的厅。
嘉庆十八年（1813年）析承德、广宁二县地置，治所在今辽宁省新民市。属奉天府。光绪二十八年（1902年）升为新民府。 